# Sam Sochi
Sam Sochi (805 circa) è stato un sovrano e condottiero mongolo, diretto progenitore della futura stirpe reale di Gengis Khan.

## Vita
Fu un Khan dei Mongoli. Di lui poco è noto.
Era figlio di Yeke Nidun Khan e nipote di Sali Kachau Khan.

## Discendenze
Il primo dei suoi figli fu Karchu Khan padre di Borjigidai (poi padre di Torokoljin Bayan). Tra i suoi discendenti diretti c'e', oltre a Gengis Khan, anche Tamerlano.